# مشعل كهربائي
المِشْعَل الكهربائيّ هو مصدر محمول للضوء، يعمل بالطاقة الكهربائية، ومصدر الضوء عادة هو مصباح متوهج صغير أو صمام باعث للضوء, تركيب المصباح اليدوي يتكون من مصباح مثبت على عاكس وعدسة تحمي المصباح والعاكس، ومدخرة جافة ومقلاد.
ان اختراع المدخرة الجافة والمصباح المتوهج بالنسخة، الصغيرة مهد الطريق لأختراع أول مصباح متنقل حوالي العام 1899.
في الوقت الحاضر، اغلب المصابيح اليدوية تستخدم المصابيح المتوهجة أو الصممامات الباعثة للضوء معتمدة على مدخرات جافة أو قابلة للشحن أو بالاعتماد على الخلايا الشمسية أو بتحريك مقبض أو بالاهتزاز.
بالإضافة للأستخدام الشائع للمصابيح المتنقلة، تستخدم أيضاً بوضعها على مقدمة الرأس لعمال المناجم وفي المخيمات البرية وتحت الماء.

## معرض صور

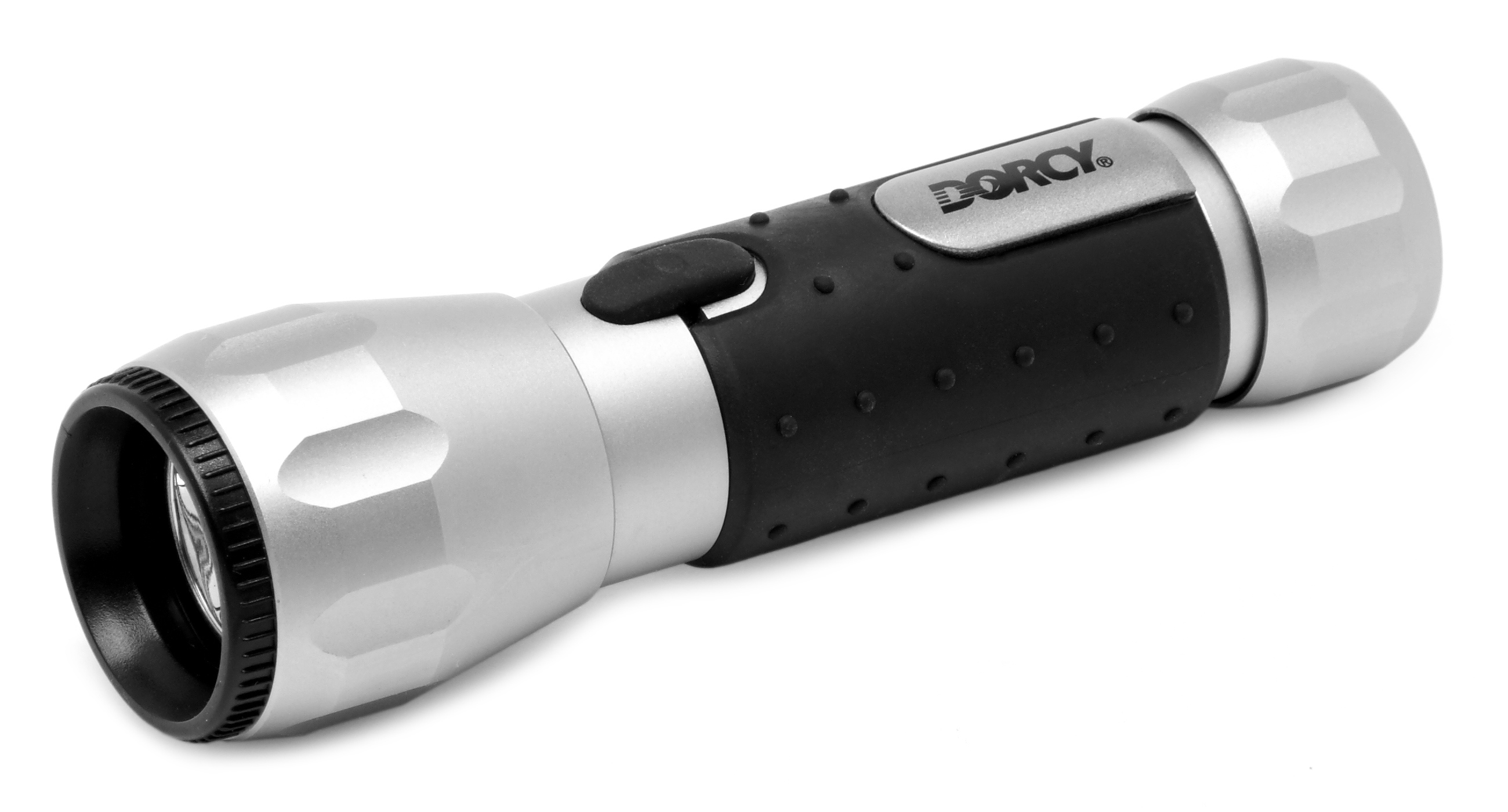
مشعل كهربائي ذو ثنائي باعث للضوء.
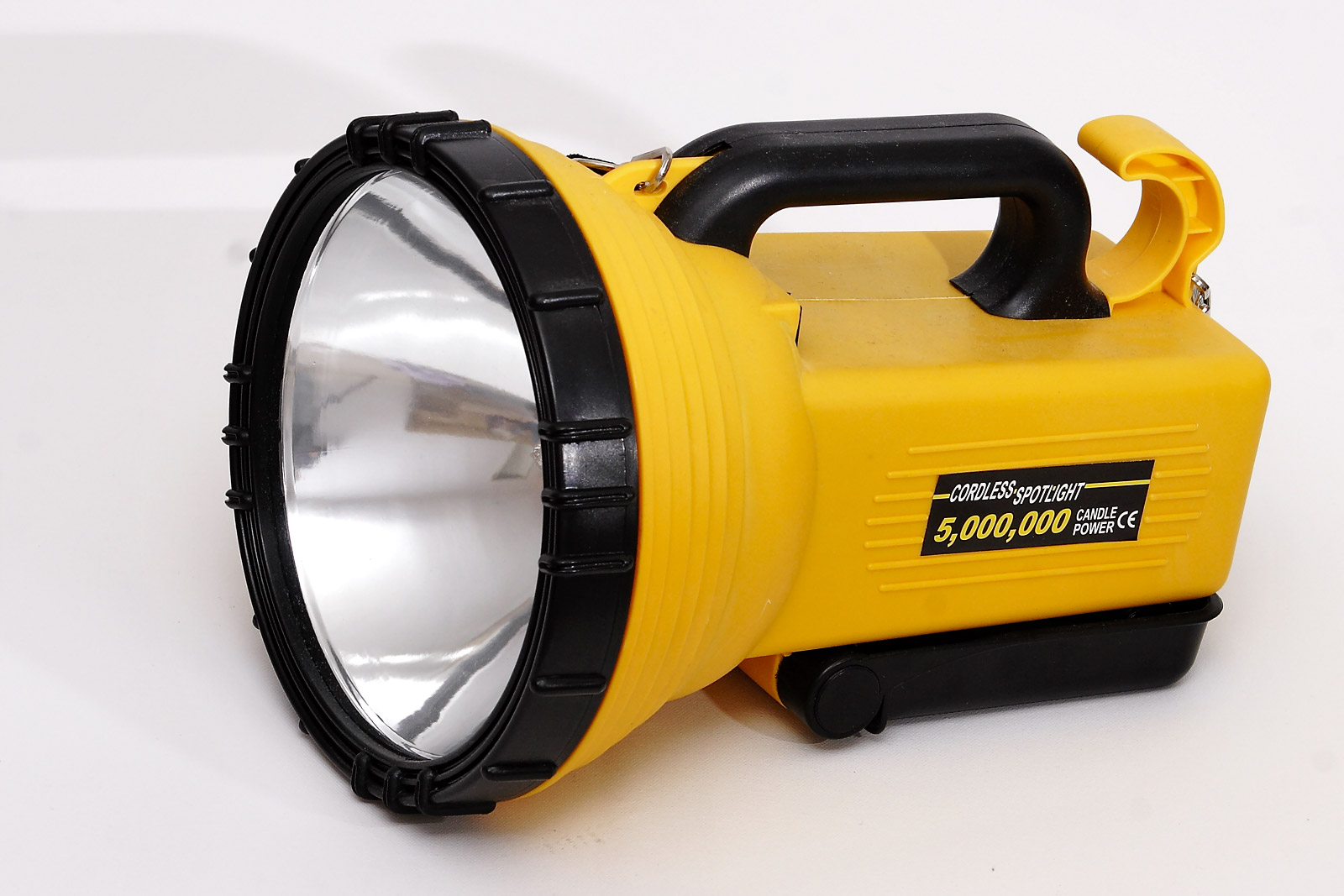
مشعل كهربائي بتركيز ضوئي مع عاكس بحجم كبير.